# Sonja Bukovec
Sonja Bukovec, slovenska ekonomistka, * 11. december 1945, Novo mesto.
Bila je generalna direktorica Agencije Republike Slovenije za kmetijske trge in razvoj podeželja med letoma 2000 in 2003.
22. novembra 2008 je postala državna sekretarka v sestavi 9. vlade Republike Slovenije; z odstopom Milana Pogačnika je avtomatično tudi Bukovčeva izgubila položaj.